# Jungle Speed
Jungle Speed est un jeu de société créé par Thomas Vuarchex et Pierric Yakovenko en 1991. D’abord auto-édité par ses auteurs à partir de 1996, il est ensuite édité par Week-end Games en 2000 puis par Asmodée depuis 2002.
Ce jeu est conçu pour 2 joueurs ou plus, à partir de 7 ans, il dure environ 30 minutes.
Le jeu est dérivé du traditionnel jeu du bouchon, ou jeu du briquet, qui se joue avec un jeu de cartes traditionnel et consiste à attraper le premier un bouchon posé au centre de la table lorsque deux cartes identiques apparaissent.
Depuis sa création, 8 millions d'exemplaires du jeu ont été vendus.

## Règle du jeu

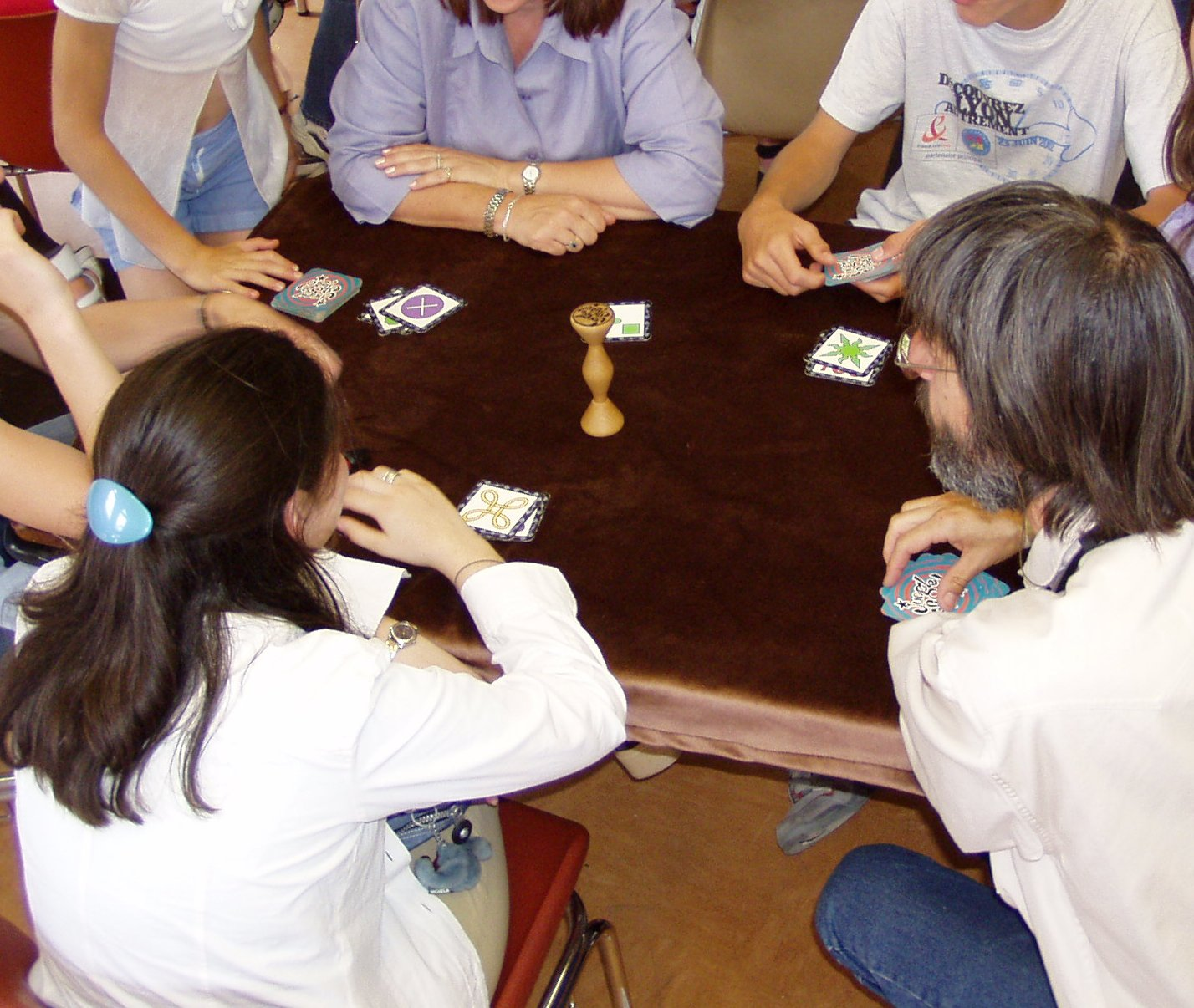
Une partie de Jungle Speed

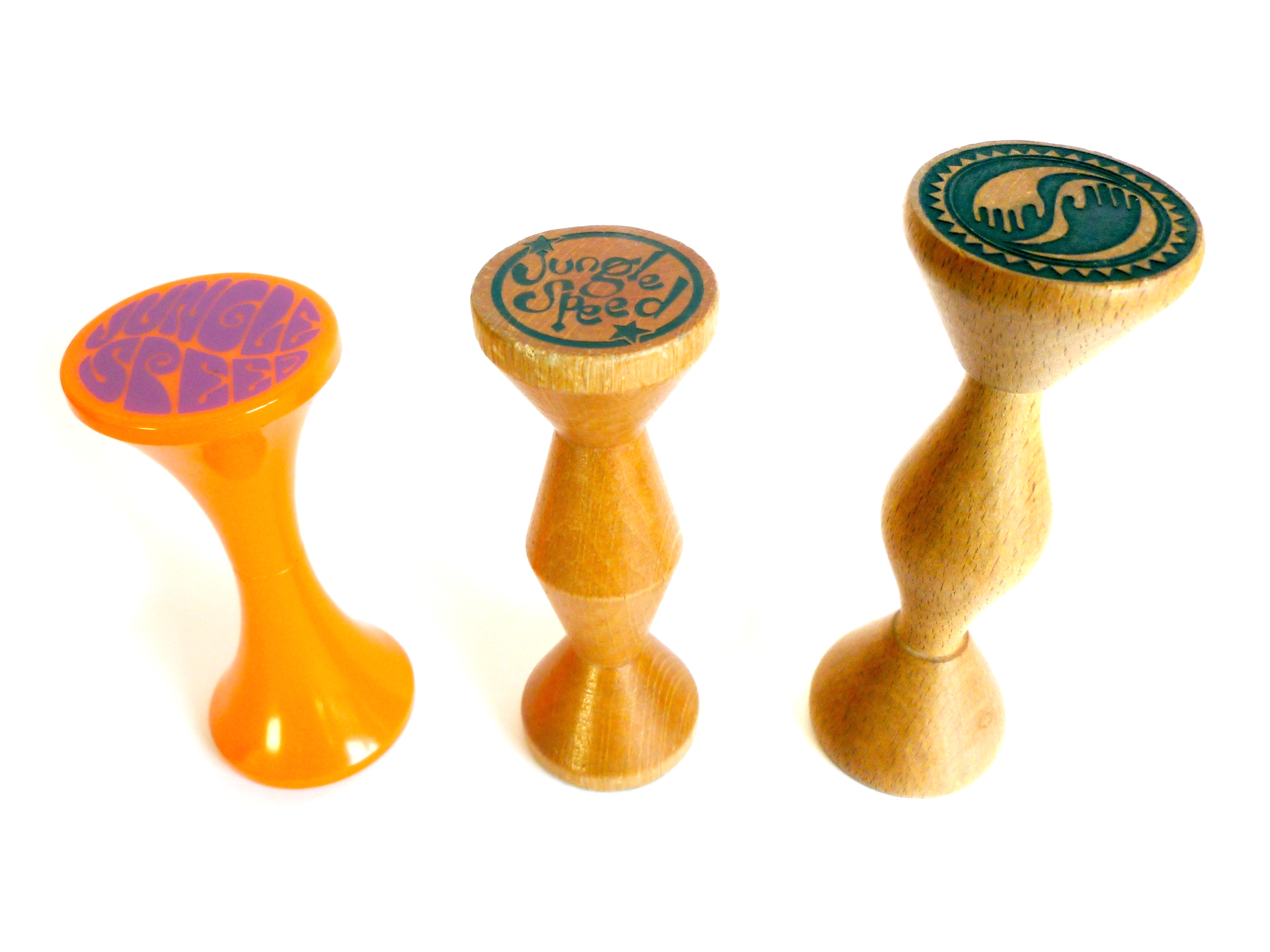
Différents totems de Jungle Speed

Le jeu de base se compose de 80 cartes. Il contient plusieurs cartes de symboles différentes répartis en 4 couleurs : jaune, orange, violet et vert, ainsi que des cartes spéciales. Mis à part ces dernières, chaque carte est unique. Il n'existe donc pas deux cartes du même symbole avec la même couleur.
Le but du jeu est de se débarrasser de toutes ses cartes le plus vite possible.
Les 80 cartes sont équitablement distribuées aux joueurs, faces cachées. Le totem (pion) est placé au milieu de la table. Les joueurs ne jouent qu'avec une seule main pour retourner les cartes et attraper le totem, l'autre ne doit jamais intervenir.
Les joueurs retournent leurs cartes vers les autres, une à une, devant eux, chacun leur tour, pour former une pile de cartes. Ils ne jouent en même temps que lorsque la carte Flèche vers l'Extérieur apparaît (voir infra).
Duel
Lorsque deux joueurs ont retourné une carte représentant le même symbole (peu importe la couleur, on ne tient compte des couleurs que quand la carte Flèche Couleur est retournée) le premier des deux qui s'empare du totem gagne le duel. Le perdant récupère les cartes retournées de son adversaire, ainsi que les siennes et celles du « pot », s'il y en a. Ensuite, il recommence à jouer.
Une des principales difficultés est que certains symboles se ressemblent, sans être identiques.
Lorsque deux personnes attrapent le totem en même temps, le vainqueur est celui qui a le plus grand nombre de doigts en contact avec le totem. En cas d'égalité, le vainqueur est celui qui a la main en dessous.
Si un joueur attrape le totem alors qu'il n'avait pas à le faire ou le fait tomber, il ramasse toutes les cartes retournées sur la table, celles de tous les joueurs et celles du pot.
Cas particuliers :
- Deux duels apparaissent en même temps : celui qui s'empare du totem remporte son duel et le deuxième est annulé.
- Lorsque 3 personnes ou plus ont la même carte : les perdants de la manche se partagent les cartes du gagnant ou le gagnant décide de répartir comme il le souhaite ses cartes (et celles du pot) entre les perdants du duel.

Une fois les cartes du perdant rangées, c'est à lui de reprendre le jeu.
Cartes flèche
Il existe trois cartes flèches différentes :
- Flèche vers l'Extérieur : tout le monde doit retourner une carte simultanément (il est conseillé de compter jusqu'à 3). Si, à ce moment il y a un duel, il faut le résoudre. Si rien ne se passe, le joueur placé après celui qui a posé cette carte recommence à jouer.
- Flèche vers l'Intérieur : tous les joueurs doivent s'emparer du totem. Celui qui gagne pose sa pile de cartes découvertes au « pot » sous le totem. Ce « pot » sera pour le prochain perdant. C'est ensuite à ce même joueur de rejouer. C'est le seul cas où le gagnant recommence à jouer.
- Flèche Couleur : 
  - dans les parties à 3 joueurs, les cartes Flèche Couleur sont écartées. Lorsque les 3 joueurs ont des cartes de même couleur face visible devant eux, cela a le même effet que la carte Flèche vers l'Intérieur.
  - Dans les parties à 4 joueurs ou plus, lorsqu'un joueur retourne cette carte, les joueurs ayant des cartes de couleurs identiques doivent s'emparer du totem, quelle que soit la forme du symbole. Le déroulement de cette manche est similaire à un duel normal (dans un duel à plusieurs, le gagnant partage ou choisit entre les perdants à qui il donne ses cartes). Cette carte est annulée dès qu'une action se produit, c'est-à-dire lorsque le totem tombe ou est attrapé ou si une carte Flèche différente apparaît. Attention : les duels de symboles sont annulés tant que la carte est active. Afin qu'il y ait plus d'action, les joueurs peuvent décider que la carte reste active jusqu'à ce qu'elle soit recouverte.

Cas particuliers :
- Si après en avoir retourné une première, une nouvelle carte Flèche vers l'Extérieur apparaît : elle n'est résolue que si aucune autre situation n'est présente.
- Une carte flèche apparaît en même temps qu'un duel ou qu'une autre carte flèche : c'est le joueur le plus rapide qui décide de l'action résolue.

Fin de partie
Lorsqu’un joueur retourne sa dernière carte, elle reste au sommet de sa pile pendant que les autres joueurs continuent de jouer. Il ne gagne que lorsqu'il s’est débarrassé de sa pile de cartes découvertes. La partie s'arrête lorsqu'il ne reste plus que deux joueurs à jouer. Pour enchaîner les parties plus rapidement, il est possible d'arrêter la partie dès que l'un des joueurs a gagné.
Cas particuliers :
- Si la dernière carte retournée par un joueur est la carte Flèche vers l'Intérieur et qu'il ne s'empare pas du totem, il ramasse toutes les cartes retournées en jeu et rejoue.
- Si la dernière carte retournée par un joueur est la carte Flèche vers l'Extérieur, il a gagné. Il place ses cartes au « pot » et les autres peuvent continuer à jouer.
- Si la dernière carte retournée par un joueur est la carte Flèche Couleur, il ramasse toutes les cartes en jeu et rejoue.

Jouer à deux
Comme le jeu à deux n'est pas forcément très intéressant, il est possible de considérer les mains d'un joueur comme 2 joueurs différents : il n'y a plus 2 paquets de cartes mais 4 sur la table. Le totem doit être pris par la main concernée par le duel sinon il y a erreur (ex. : si la main droite du joueur A et la main gauche du joueur B ont les mêmes cartes, le joueur A doit prendre le totem de la main droite et le joueur B de la main gauche. Si le joueur A prend de la main gauche : erreur ! La main fautive ramasse toutes les cartes découvertes.)
Bien sur, si l'un des 2 joueurs a deux cartes identiques entre sa main droite et sa main gauche, le duel n'est pas pris en compte.
Les cartes spéciales sont jouées normalement.

## Extensions

### L'extension
Il existe une extension principale pour le Jungle Speed. Elle ajoute 80 cartes supplémentaires, dont des symboles différents, parfois très proche des cartes originales, augmentant le niveau de difficulté, et des cartes Mains intérieures. Quand elle est retournée, les joueurs doivent placer leur main au-dessus du totem sans le faire tomber (s'il tombe, le joueur à l'origine de la chute ramasse toutes les cartes retournées de la table). Le perdant est le dernier à poser sa main sur la pile de main. Il ramasse les cartes retournées du joueur le plus rapide et éventuellement celles du « pot ». Des cartes Passe à ton voisin font également leur apparition. Retournée, les joueurs jouent alors avec le jeu du voisin de gauche et non plus le leur.

### Extension Expert
L'extension Expert de 40 cartes contient de nouvelles variantes de symboles et de nouvelles cartes spéciales. D'abord distribuée dans les magasins La Grande Récré en 2002, elle est ensuite intégrée dans des éditions spéciales comme Luxe et La Totale (voir infra).

### Mini-extension
En 2009, une autre extension de 40 cartes vendue avec le jeu fait aussi son apparition, contenant un nouveau jeu de symboles, une nouvelle couleur, et un nouveau type de carte spéciale. Certaines de ses cartes sont ensuite intégrées dans des éditions spéciales comme 20 ans et Collector (voir infra).

## Éditions spéciales

### Édition Luxe

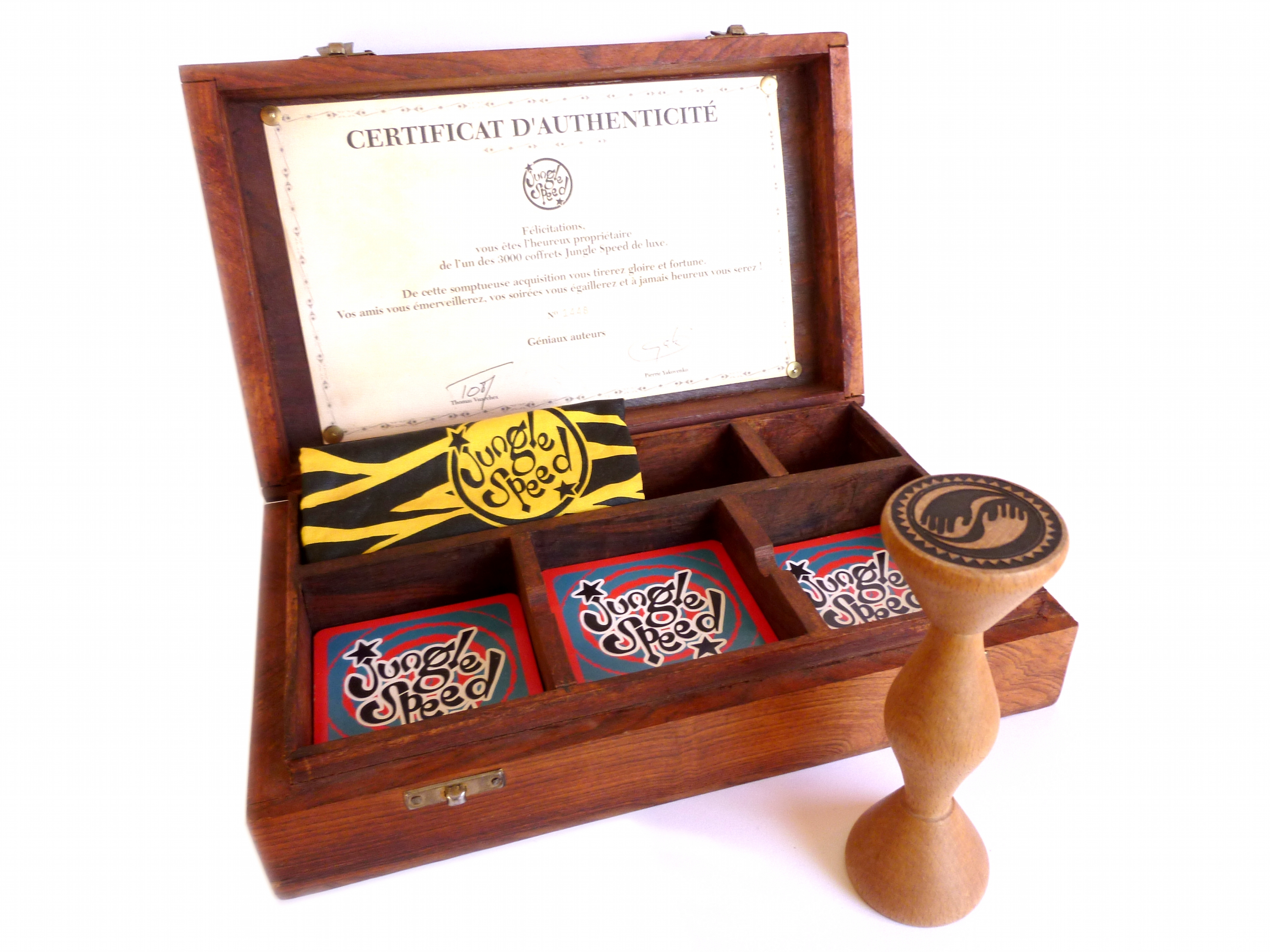
Jungle Speed Édition Luxe

Cette édition, sortie en décembre 2005 et limitée à 3000 exemplaires, écoulés en moins d'un mois[réf. nécessaire], est constituée d'un coffret en bois, d'un totem plus grand, d'un livret de règles, d'un certificat numéroté et signé, des 80 cartes du jeu de base, des 80 cartes de l'extension ainsi que 40 cartes supplémentaires qui constituent une deuxième extension.

### La Totale (2008)
Cette édition est sortie à la fin de 2008 et contient les mêmes éléments que la version luxe, à ceci près qu'il ne s'agit pas d'une édition limitée comme la version luxe. L'édition est vendue dans un coffret métallique mais le sac de rangement est toujours présent.

### 20 ans
En 2014, une édition anniversaire pour les 20 ans du jeu est mise en vente. Elle comprend un totem redécoré et 80 nouvelles cartes.

### Collector
En 2022, parait l’édition Collector avec le jeu de base plus 70 cartes supplémentaires, certaines en provenance d’extensions, de l’édition des 20 ans ou de la version Flower Power.

### Électronique
Une édition proposant une base électronique parlante placée sous le totem est commercialisée en août 2011.

### Artistes
Des éditions habillées par des artistes visuels sont également publiées. Une version illustrée par Skwak parait en 2018, et une version par Eduardo Bertone en 2019. Les totems, sacoches, boîtes et bordures des cartes sont redécorées, mais les symboles et les règles restent les mêmes.

### La Totale (2024)
Une autre édition intitulée La Totale sort en 2024. Également vendue en coffret métallique, le jeu comprend un paquet de 70 cartes classique, un totem classique, mais introduit un nouveau paquet de 70 cartes “Dark Neon” avec de nouveaux symboles.

## Autres versions du jeu

### Flower Power

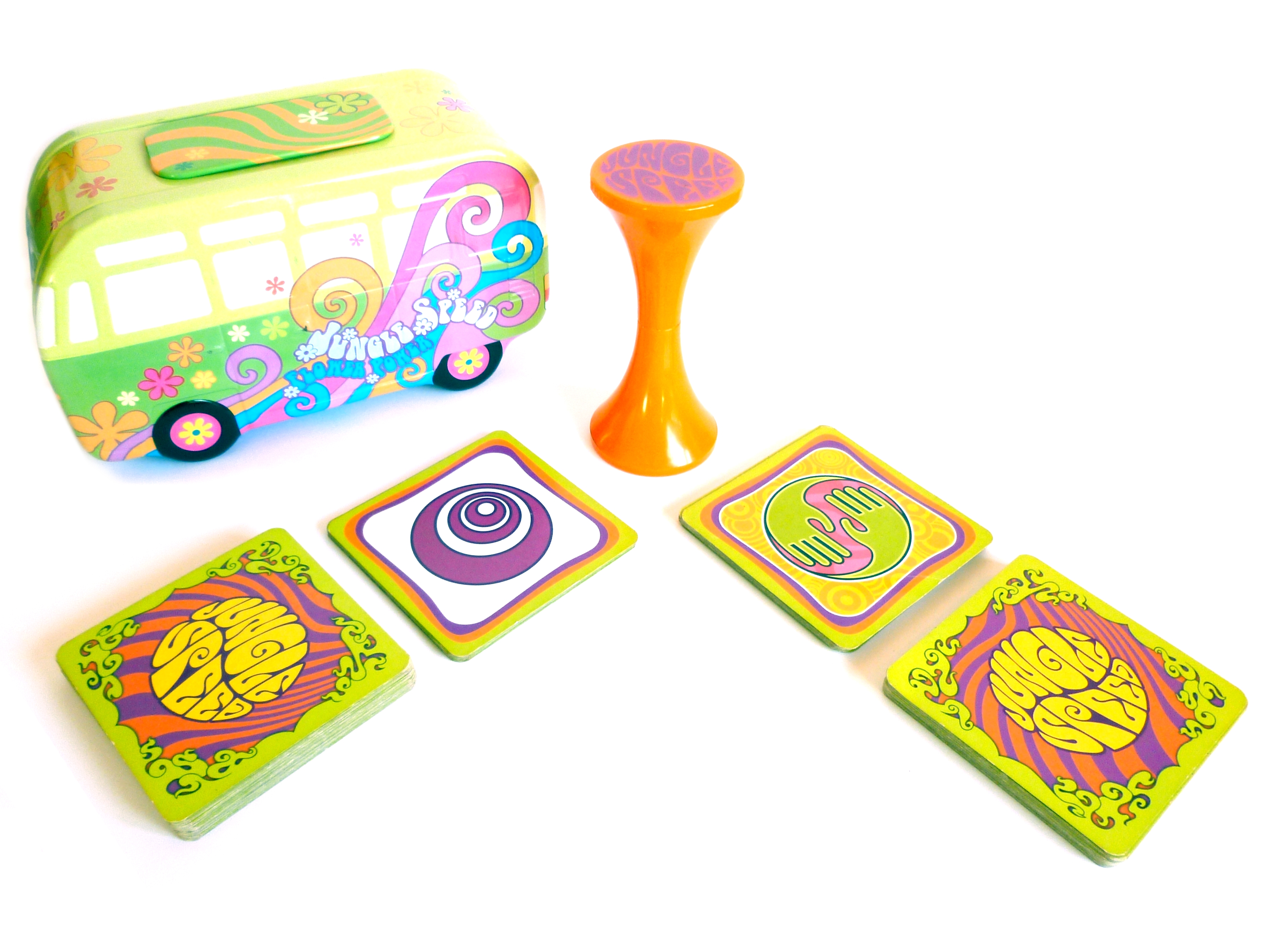
Jungle Speed Flower Power

Une autre version du Jungle Speed nommée Flower Power, sortie en novembre 2005 et limitée à 35000 exemplaires, propose des cartes symbole avec un look des années 1970 et un totem évoquant un tabouret en plastique de la même époque. Cette version contient 80 cartes. La carte Flèche vers l'intérieur est remplacée par les deux cartes Main gauche et Main droite, indiquant avec quelle main le totem doit être pris.
Cette version a également connu une extension limitée de 40 cartes supplémentaires, intitulée Katmandou et distribuée dans les magasins Toys “R” Us.

### Franchises
Plusieurs éditions du jeu adaptées à différentes marques ou univers de fiction ont été réalisées. Ainsi sont créées en 2008 une version Scooby-Doo et une édition Lapins crétins, éditée en 6000 exemplaires pour les employés d'Ubisoft. En 2010, une autre version Lapins crétins est réalisée pour la grande distribution. En 2021, une version à thème Koh-Lanta est publiée, avec 80 nouvelles cartes et un totem spécifique. Une version Jeux olympiques de Paris de 2024 sort à l’occasion de l’évènement.

### Mini(éditionsDarketSilver)
En janvier 2013, deux versions portatives sont mises à la vente, Jungle Speed Dark et Jungle Speed Silver. Les cartes sont circulaires, imperméables et présentent de nouveaux symboles. Les deux éditions sont combinable et des variantes permettent de jouer avec les deux totems.

### Beach
La version Beach propose des cartes et un totem étanche, ainsi que des nouveaux symboles illustrés sur un thème marin.

### Safari
Une version Safari est publiée durant l’été 2013. Destinée aux plus jeunes, cette version comporte cinq demi-totems, des cartes illustrées, implique des mimes et propose des parties plus courtes.

### Kids
Tout comme Safari, la version Kids est adaptée aux plus petits et propose un thème animalier.

## Jeu vidéo
Jungle Speed a été adapté en jeu vidéo pour Nintendo Wii  par le studio canadien Playful Entertainment et publié en 2009 via WiiWare. Le jeu se joue jusqu’à huit personnes sur la même console, chacune utilisant les mouvements d’une manette Wiimote ou Nunchuk pour attraper le totem.